# ايلان دي فاكاس
ايلان دي فاكاس (بالإنجليزية: Illán de Vacas)‏ هي بلدية ومدينة في منطقة الحكم الذاتي كاستيا-لا مانتشا وتقع في مقاطعة طليطلة في وسط إسبانيا. تبلغ مساحة هذه المدينة 9 (كم²)، ويبلغ عدد سكانها 6 نسمة حسب إحصاء المعهد الوطني الإسباني سنة 2008 م.